# Nouvelle maison des étudiants d’Helsinki
La Nouvelle maison des étudiants d’Helsinki (en finnois : Uusi ylioppilastalo, en suédois : Nya studenthuset), appelée à l'origine Osakuntatalo, est située au 5, rue Mannerheimintie à Helsinki en Finlande.

## Architecture
La maison appartenant à l'Association des étudiants de l'Université d'Helsinki est construite en bordure de la Kaivopiha et juste à côté de l'ancienne maison des étudiants d’Helsinki. 
Le bâtiment est conçu par Armas Lindgren et Wivi Lönn est sa construction se termine en 1910.
On y trouve le comité central de HYY, les bureaux de la Revue des étudiants et des espaces pour les organisations estudiantines. Une partie du bâtiment est loué pour des boutiques ou des espaces de bureau.
La maison donne dans la Kaivopiha.